# Show No Mercy
Show No Mercy je debutové album americké thrash metalové skupiny Slayer. Producent Brian Slagel se skupinou smlouvu podepsal po zhlédnutí jejich verze skladby „Phantom of the Opera“, původně od Iron Maiden. Skupina si však toto album musela financovat sama, využívaje úspor baskytaristy Toma, který tehdy pracoval jako respirační terapeut, a půjček od Kerryho otce.
Ačkoli skupina neměla dostatek času prodat nějaké nahrávky během turné, album se stalo nejlepším prodejem Metal Blade Records.
Pět tisíc kopií byl průměrný předpoklad. Show No Mercy se nakonec prodal přes mezi 15 000 nosičů ve Spojených státech a dalších 15 000 ve světě.

## Seznam skladeb
1. „Evil Has No Boundaries“ (text: Hanneman/King) (hudba: King) – 3:12
2. „The Antichrist“ (text: Hanneman) (hudba: Hanneman/King) – 2:47
3. „Die by the Sword“ (text a hudba: Hanneman) – 3:37
4. „Fight till Death“ (text a hudba: Hanneman) – 3:40
5. „Metal Storm/Face the Slayer“ (text: King) (hudba: Hanneman/King) – 4:51
6. „Black Magic“ (text: King) (hudba: Hanneman/King) – 4:02
7. „Tormentor“ (text a hudba: Hanneman) – 3:42
8. „The Final Command“ (text: King) (hudba: Hanneman/King) – 2:33
9. „Crionics“ (text a hudba: Hanneman/King) – 3:30
10. „Show No Mercy“ (text a hudba: King) – 3:05

Dotisk z roku 1987 obsahuje i skladby „Haunting the Chapel“, „Captor of Sin“ a „Chemical Warfare“ z EP Haunting the Chapel. Znovuvydání z roku 1994 obsahuje skladby „Aggressive Perfector“ a „Chemical Warfare“ – i některé vinylové kopie obsahují skladbu „Aggressive Perfector“.

## Sestava
- Tom Araya – zpěv, baskytara
- Jeff Hanneman – kytara
- Kerry King – kytara
- Dave Lombardo – bicí